# Plantae Wilsonianae
Plantae Wilsonianae, (abreujat Pl. Wilson.), és un llibre anb descripcions botàniques, escrit per Charles Sprague Sargent i editat en l'any 1911-1913, amb el nom de Plantae Wilsonianae: An Enumeration of the Woody Plants Collected in Western China (Biosystematics, Floristic and Phylogeny Series)